# Блажкино
Блажкино — деревня в Руднянском районе Смоленской области России. Входит в состав Любавичского сельского поселения. Население — 11 жителей (2007 год). 
Расположена в западной части области в 21 км к югу от Рудни, в 7 км севернее автодороги М1 «Беларусь», на берегу реки Ольшанка. В 8 км южнее деревни расположена железнодорожная станция Красное на линии Москва — Минск. 

## История
В годы Великой Отечественной войны деревня была оккупирована гитлеровскими войсками в июле 1941 года, освобождена в октябре 1943 года.